# Symphytognatha blesti
Espèce
Symphytognatha blesti est une espèce d'araignées aranéomorphes de la famille des Symphytognathidae.

## Distribution
Cette espèce est endémique de Nouvelle-Galles du Sud en Australie. Elle se rencontre vers Warrah.

## Description
Le mâle holotype mesure 0,78 mm et la femelle paratype 1,11 mm.

## Étymologie
Cette espèce est nommée en l'honneur de A. David Blest.

## Publication originale
- Forster & Platnick, 1977 : A review of the spider family Symphytognathidae (Arachnida, Araneae). American Museum novitates, no 2619, p. 1-29  (texte intégral).